# Hiʻiaka (Mythologie)
Hiʻiaka ist eine hawaiische Göttin. Sie ist die Tochter von Haumea und Kāne und die Schutzgöttin des Hula-Tanzes. Hiʻaka hatte 12, in manchen Geschichten auch 40 Schwestern.
Nach ihr wurde der Mond Hiʻiaka des Zwergplaneten (136108) Haumea benannt.

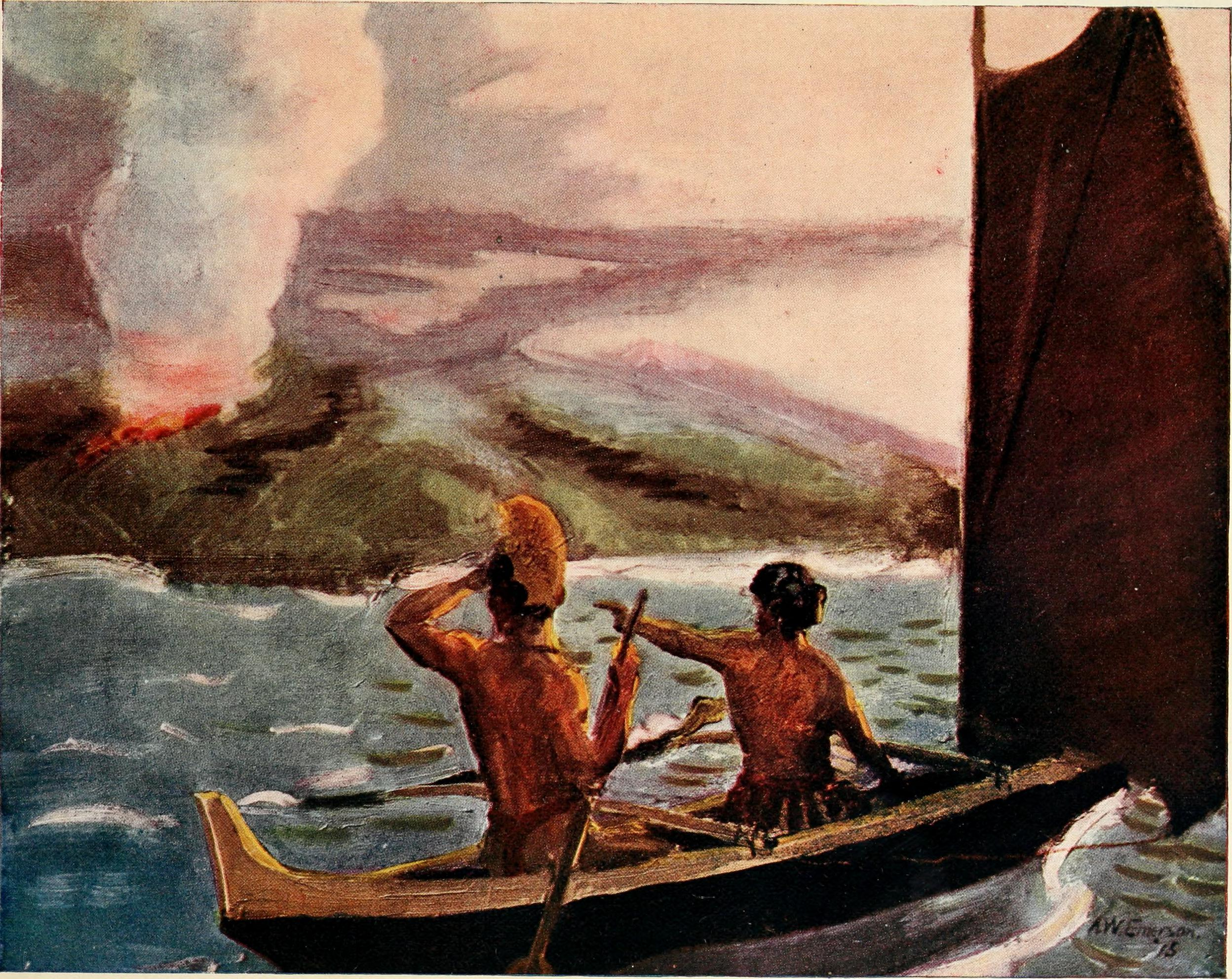
Hiʻiaka (rechts) und Lohiʻau kommen auf die Insel Hawaiʻi zurück und entdecken, dass Pele Hiʻiakas Wald zerstört hat.

Die bekannteste Legende zu Hiʻiaka ist die Geschichte um sie, ihre Schwester, die Vulkangöttin Pele, und Peles Geliebten Lohiʻau. Hiʻiaka wurde von ihrer Schwester Pele nach Kauaʻi geschickt, um Peles Liebhaber Lohiʻau zu holen. (Von Hiʻiakas Haus im Lehua-Wald in Puna im Osten der Insel Hawaiʻi bis zu Lohiʻaus Wohnung in Hāʻena im Norden von  Kauaʻi sind es 560 km.) Aber Lohiʻau war vor Liebeskummer gestorben, und Hiʻiaka brauchte entweder zehn Tage oder einen Monat, um ihn wieder lebendig zu machen. Darum konnte sie nicht nach spätestens 40 Tagen zu Pele zurückkommen. Die sehr impulsive Pele wurde eifersüchtig und verbrannte Hiʻiakas Wald und Hiʻiakas Geliebte Hopoe dazu. Der ins Leben zurückgekehrte Lohiʻau aber hatte durch seinen Tod Pele vergessen und verliebte sich sofort in Hiʻiaka.
Als Hiʻiaka nach Hause zurückkam und die Zerstörung sah, wurde sie zornig auf Pele und beschloss, Lohiʻaus Werben nachzugeben. Als Pele das merkte, schickte sie einen Lavastrom über das Liebespaar, aber Hiʻiaka war unsterblich und nur Lohiʻau verbrannte. Jetzt war Hiʻiaka wirklich wütend auf ihre Schwester. Sie begann, den Vulkankrater zu zertrümmern und rief Peles Feindin, die Meeresgöttin Nā-maka-o-kahaʻi („die Augen von Kahaʻi“), den Krater zu überfluten. (Diese ältere Schwester von Pele hatte Pele einst aus Tahiti verbannt.) Da merkte Pele, was sie angerichtet hatte, und bat Hiʻiakas Begleiterin Wahine-o-mao, Hiʻiaka zu besänftigen. Dies gelang ihr, indem sie vorschlug, Lohiʻaus Seele zu finden und ihn zum zweiten Mal lebendig zu machen. Nach dieser langen Zeremonie war Peles Zorn verraucht. Aber Lohiʻau und Hiʻiaka hatten von Pele die Nase voll und gingen zurück nach Kauaʻi, wo sie bis zu Lohiʻaus natürlichem Ende glücklich lebten.